# 추문 (영화)
추문(醜聞, Scandal)은 일본에서 제작된 구로사와 아키라 감독의 1950년 드라마 영화이다. 미후네 도시로 등이 주연으로 출연하였고 코이데 타카시 등이 제작에 참여하였다.

## 출연

### 주연
- 미후네 도시로
- 셜리 야마구치

### 조연
- 카츠라기 요코
- 센고쿠 노리코
- 오자와 에이타로
- 시무라 타카시
- 히모리 신이치
- 오카무라 후미코
- 시미즈 마사오
- 키타바야시 타니에
- 아오야마 스기사쿠
- 코도 코쿠텐
- 우에다 키치지로
- 히다리 보쿠젠
- 토노야마 타이지
- 마스다 준지

## 제작진
- 미술: 하마다 타츠오